# 舞木町 (岡崎市)
舞木町（まいぎちょう）は愛知県岡崎市東部地区の町名。丁番を持たない単独町名であり、39の小字が設置されている。

## 地理
岡崎市の南東に位置する。

### 河川
- 山綱川
- 羽栗川

### 湖沼
- 城山ノ池

### 小字
出典：
- 字阿形（あがた）
- 字曙（あけぼの）
- 字市場（いちば）
- 字後山（うしろやま）
- 字榎田（えのきだ）
- 字岡ノ入（おかのいり）
- 字改正（かいせい）
- 字欠ノ上（かけのうえ）
- 字片山（かたやま）
- 字金森（かなもり）
- 字上仲田（かみなかだ）
- 字雁金（かりがね）
- 字狐山（きつねやま）
- 字小井沢（こいざわ）
- 字椎ノ木（しいのき）
- 字社口田（しゃぐちだ）
- 字上蓮（じょうれん）
- 字城山（しろやま）
- 字大正（たいしょう）
- 字血川（ちかわ）
- 字茶屋河原（ちゃやがわら）
- 字茶屋田（ちゃやだ）
- 字中後（ちゅうご）
- 字寺前（てらまえ）
- 字天神越（てんじんごし）
- 字堂山（どうやま）
- 字中柴（なかしば）
- 字野添（のぞえ）
- 字桧ケ入（ひのきがいり）
- 字広池（ひろいけ）
- 字仏石（ほとけいし）
- 字松下（まつした）
- 字宮下（みやした）
- 字宮前（みやまえ）
- 字向市場（むこういちば）
- 字明治（めいじ）
- 字山中町（やまなかまち）
- 字山ノ田（やまのた）
- 字山本（やまもと）

## 世帯数と人口
2019年（令和元年）5月1日現在の世帯数と人口は以下の通りである。
| 町丁   | 世帯数  | 人口    |
| ------ | ------- | ------- |
| 舞木町 | 933世帯 | 2,078人 |

### 人口の変遷
国勢調査による人口の推移
| 1995年（平成7年）  | 2,343人 | [ WEB 6 ]  |  |
| 2000年（平成12年） | 2,278人 | [ WEB 7 ]  |  |
| 2005年（平成17年） | 2,284人 | [ WEB 8 ]  |  |
| 2010年（平成22年） | 2,179人 | [ WEB 9 ]  |  |
| 2015年（平成27年） | 2,148人 | [ WEB 10 ] |  |

## 小・中学校の学区
市立小・中学校に通う場合、学区は以下の通りとなる。
| 番・番地等 | 小学校             | 中学校             |
| ---------- | ------------------ | ------------------ |
| 全域       | 岡崎市立山中小学校 | 岡崎市立東海中学校 |

## 歴史
額田郡舞木村を前身とする。かつては山中郷に所属していた。山中八幡宮記によると「文武天皇の頃、雲の中より神樹の一片が、神霊をのせて舞い降りる」との事跡にちなんで舞木という地名が付けられたと伝わる。
- 1648年（慶安元年） - 三河代官が舞木村と市場村の一部を合併させ、現在の町域となる[WEB 12]。
- 1889年（明治22年） - 山中村大字舞木となる[1]。
- 1955年（昭和30年） - 岡崎市舞木町となる[1]。

### 史跡
- 舞木所在横穴
- 社口田古銭出土地
- 釈迦堂遺跡
- 山中城跡

## 交通
鉄道
- 名鉄名古屋本線
  - 舞木検査場 - 名電山中駅

道路
- 国道1号
- 愛知県道324号生平幸田線（保母道、吉良道）

## 施設
- 山中八幡宮
- 愛宕社
- 順念寺
- 興円寺
- 永證寺
- 岡崎市立山中小学校
- 岡崎市山中保育園
- 舞木公民館
- 舞木運動広場
- CDS 本社
- 豊田バンモップス 本社工場
- 藤田螺子工業 岡崎工場
- NTT西日本 藤川電話交換所

## ギャラリー

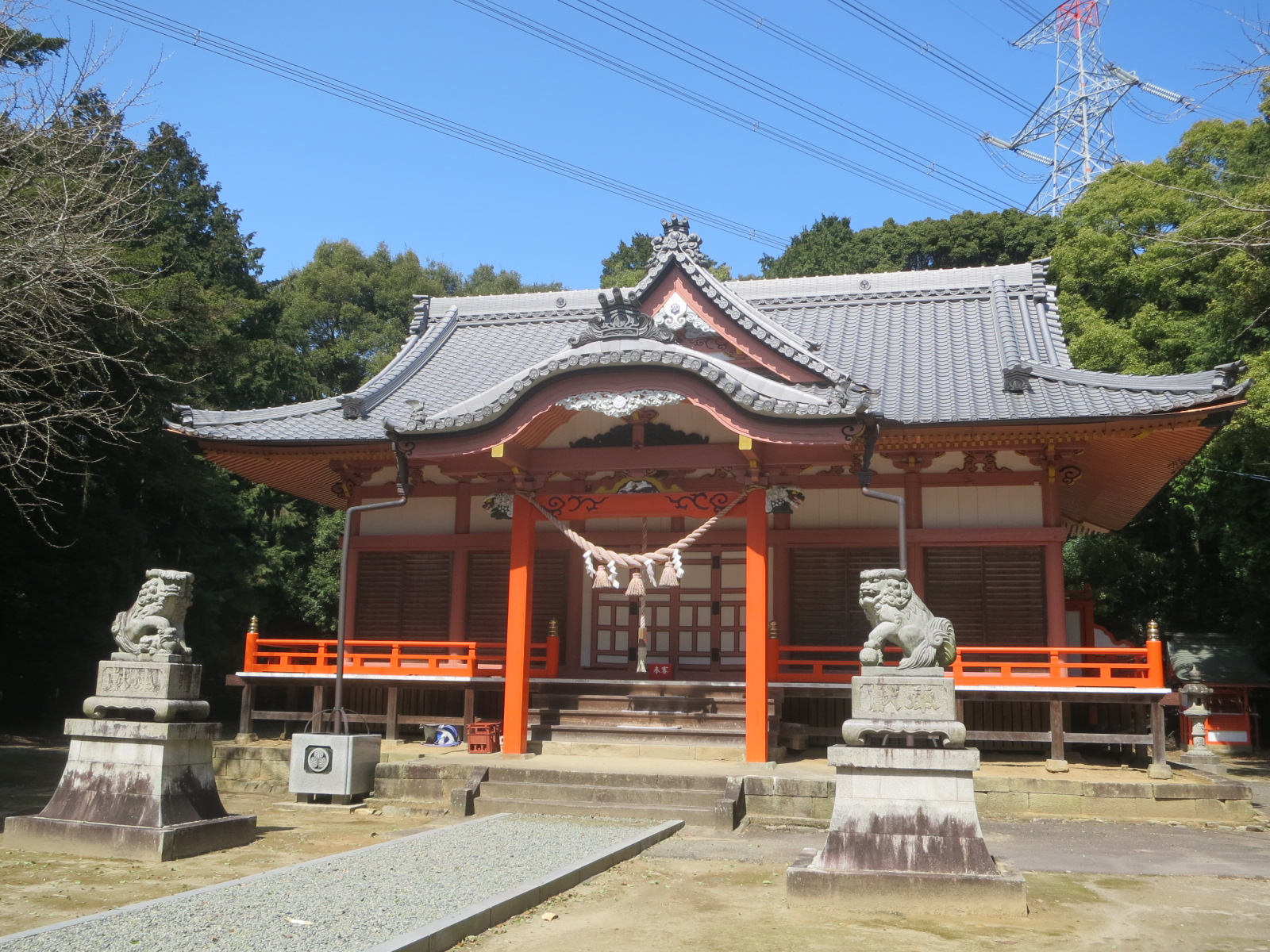
山中八幡宮
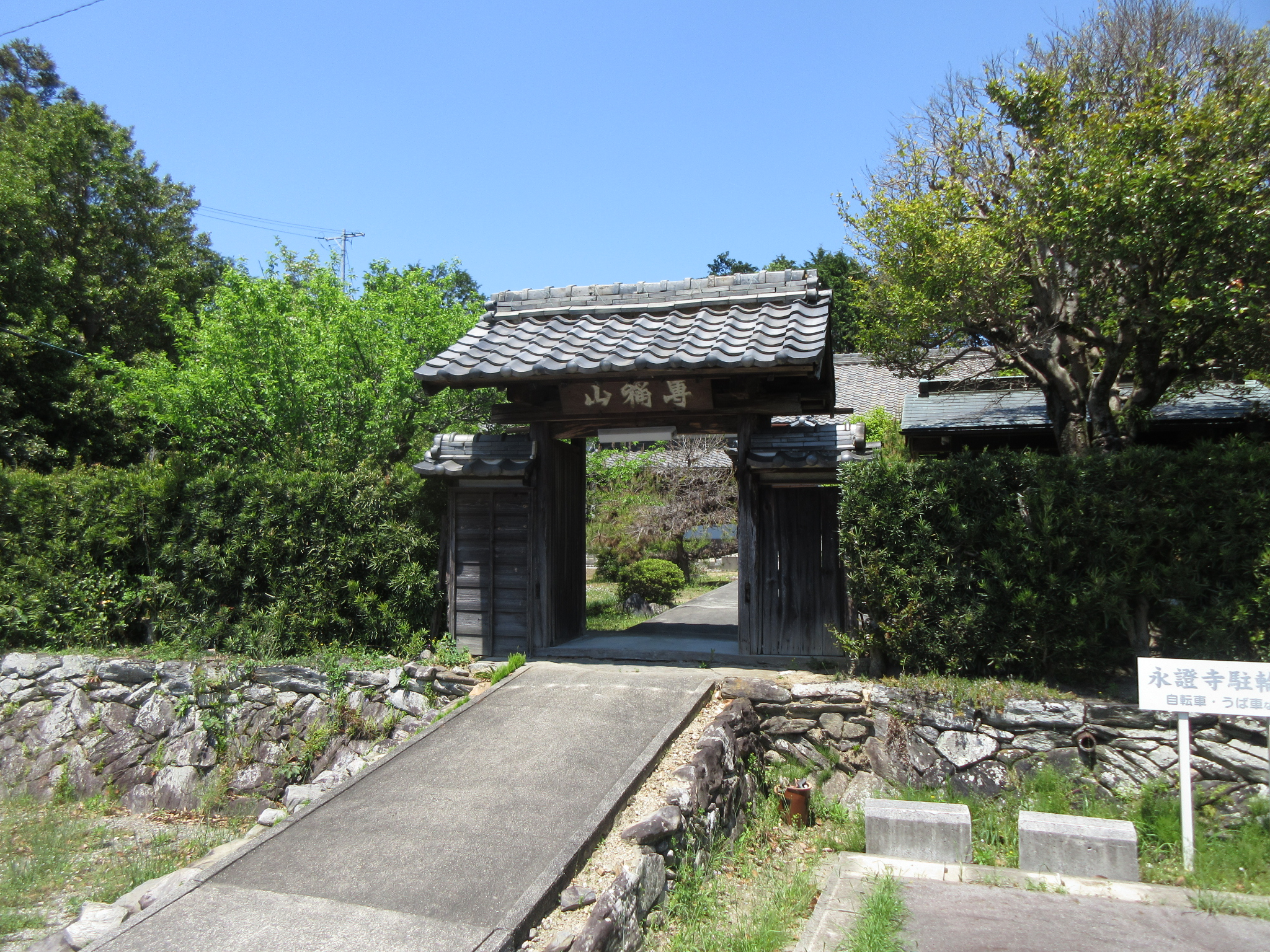
永證寺
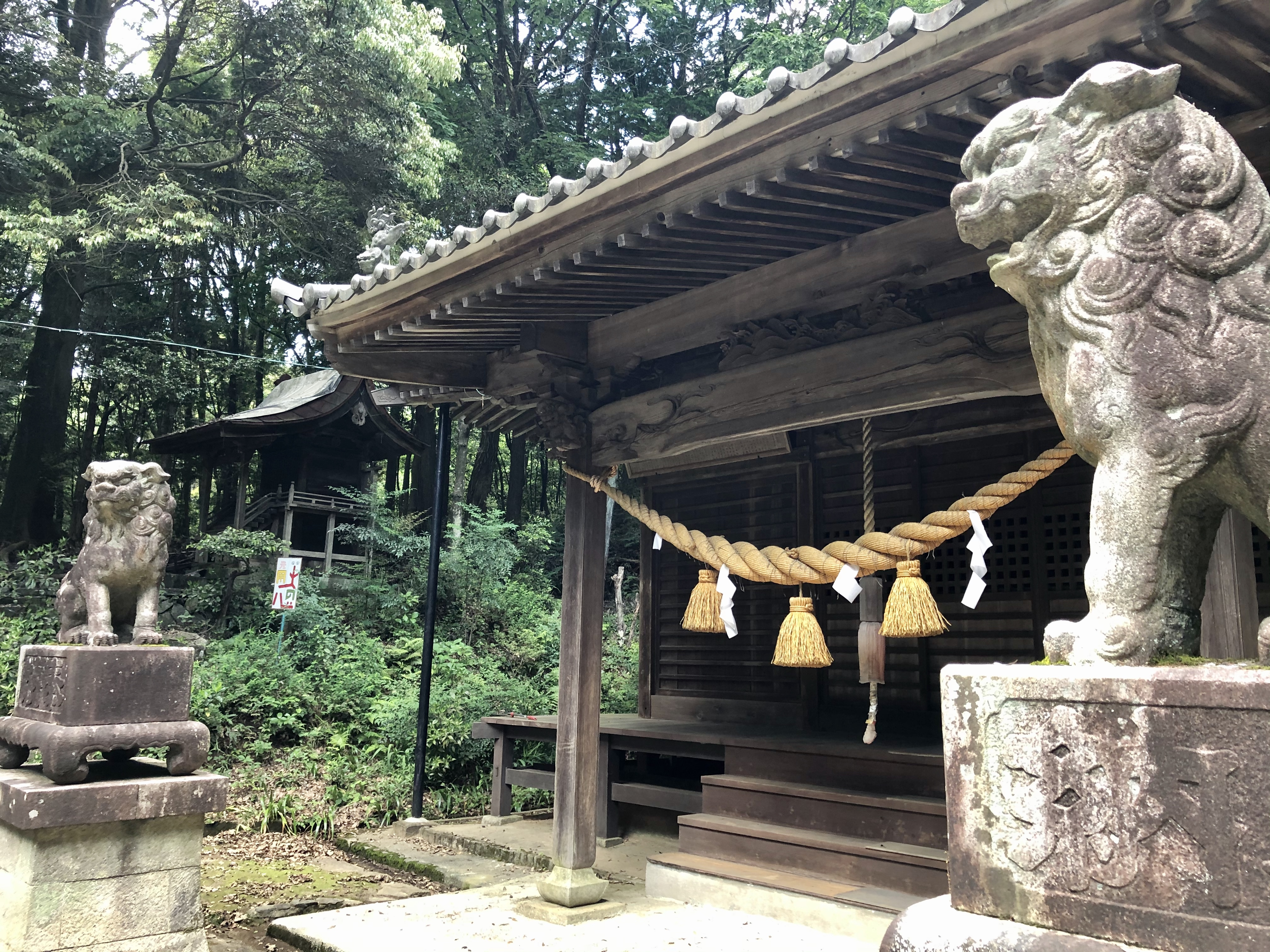
愛宕社
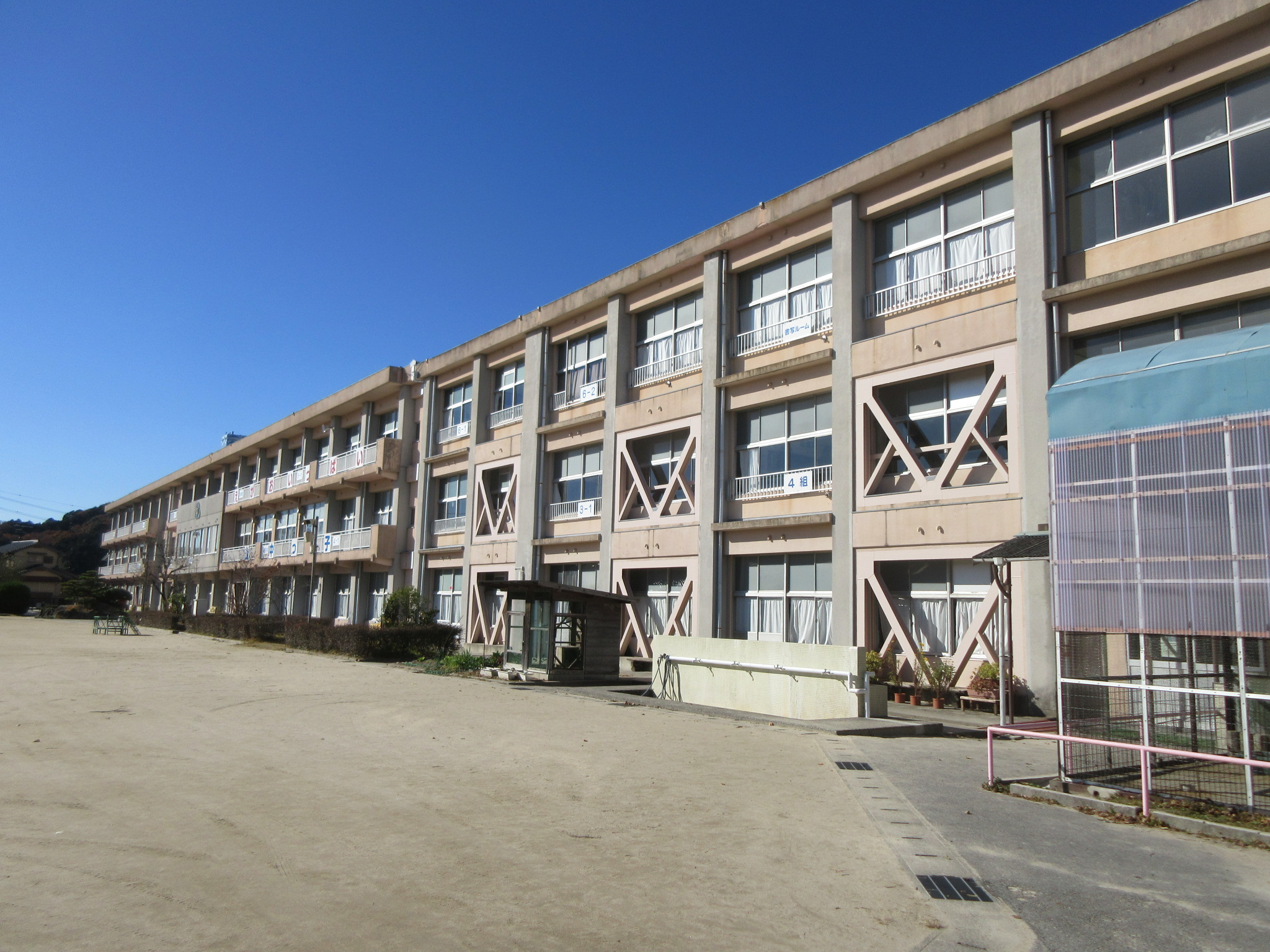
岡崎市立山中小学校
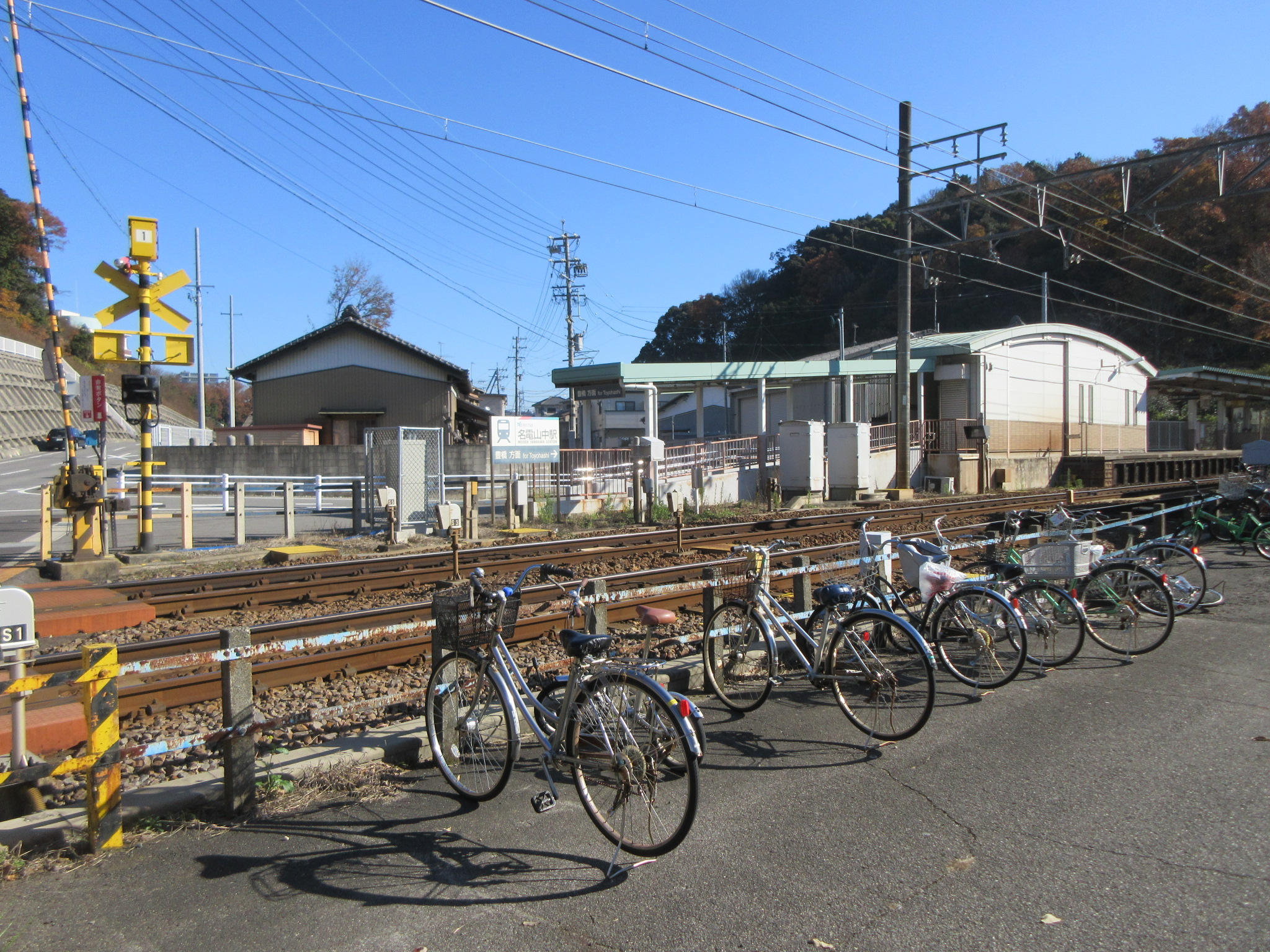
名電山中駅
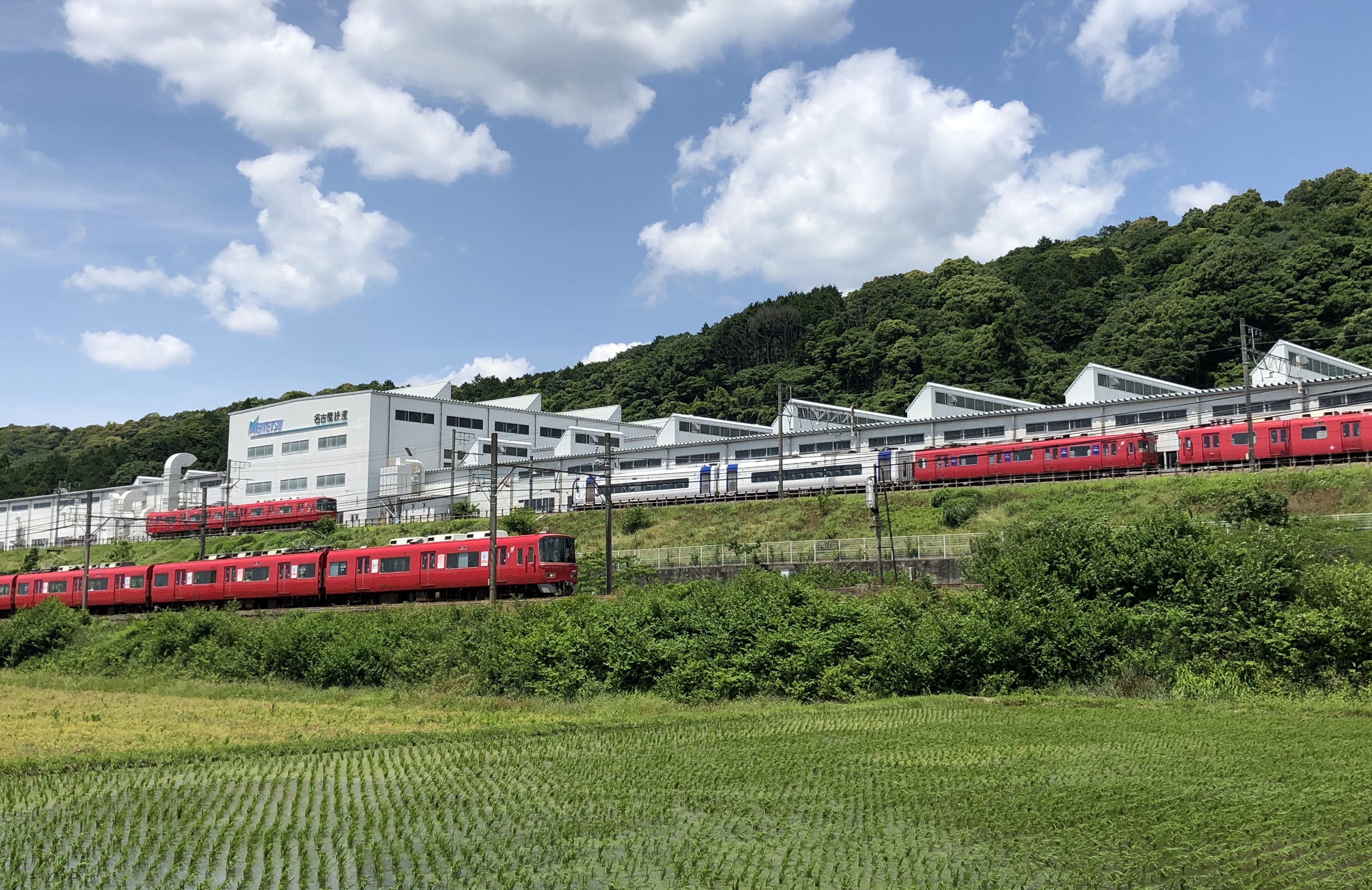
舞木検査場
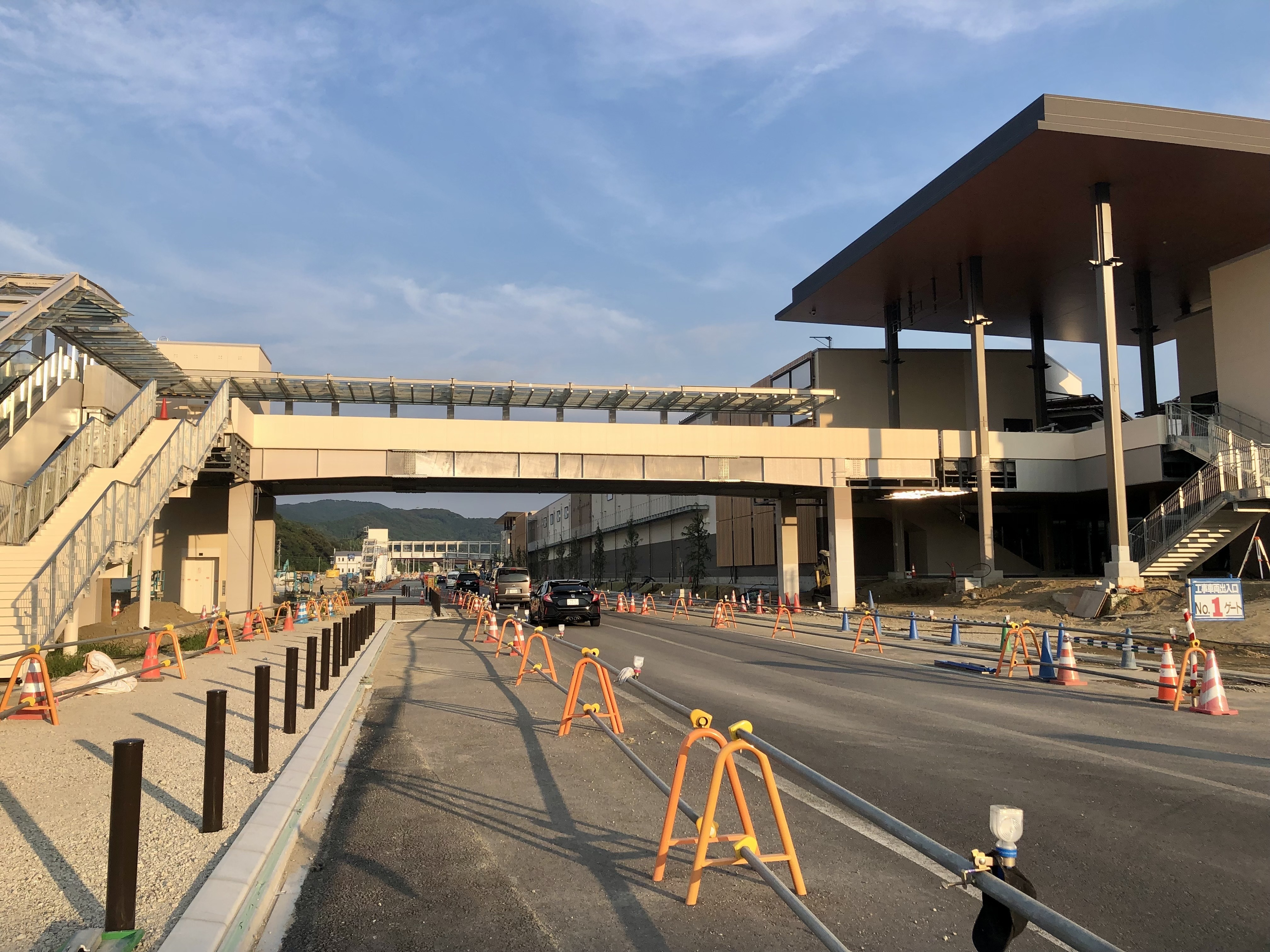
建設中の三井アウトレットパーク岡崎

## その他

### 日本郵便
- 郵便番号 : 444-3511[WEB 3]（集配局：岡崎郵便局[WEB 13]）。

### WEB
1. ↑  “愛知県岡崎市の町丁・字一覧”.   人口統計ラボ. 2019年5月19日閲覧。
2. 1 2  “支所・町別人口・世帯集計表（各月１日現在）” (XLS).   岡崎市（統計ポータルサイト） (2019年5月1日). 2019年5月19日閲覧。
3. 1 2  “郵便番号”.  日本郵便. 2019年5月19日閲覧。
4. ↑  “市外局番の一覧”.   総務省. 2019年5月19日閲覧。
5. ↑  『町字一覧表』（PDF）（レポート）岡崎市、2022年12月26日、363-364頁。2025年5月8日閲覧。
6. ↑  総務省統計局 (2014年3月28日). “平成7年国勢調査の調査結果(e-Stat) - 男女別人口及び世帯数 －町丁・字等”. 2019年3月23日閲覧。
7. ↑  総務省統計局 (2014年5月30日). “平成12年国勢調査の調査結果(e-Stat) - 男女別人口及び世帯数 －町丁・字等”. 2019年3月23日閲覧。
8. ↑  総務省統計局 (2014年6月27日). “平成17年国勢調査の調査結果(e-Stat) - 男女別人口及び世帯数 －町丁・字等”. 2019年3月23日閲覧。
9. ↑  総務省統計局 (2012年1月20日). “平成22年国勢調査の調査結果(e-Stat) - 男女別人口及び世帯数 －町丁・字等”. 2019年3月23日閲覧。
10. ↑  総務省統計局 (2017年1月27日). “平成27年国勢調査の調査結果(e-Stat) - 男女別人口及び世帯数 －町丁・字等”. 2019年3月23日閲覧。
11. ↑  “岡崎市立小中学校通学区域”.   岡崎市 (2018年6月9日). 2019年5月19日閲覧。
12. ↑  “舞木町ポケットパーク”. 岡崎いいとこ風景ブログ.  岡崎市まちづくりデザイン課 (2010年1月9日). 2021年8月10日閲覧。
13. ↑  “郵便番号簿 2018年度版” (PDF).   日本郵便. 2019年5月18日閲覧。

### 書籍
1. 1 2  「角川日本地名大辞典」編纂委員会 1989, p. 1229.

## 参考資料
- 「角川日本地名大辞典」編纂委員会 編『角川日本地名大辞典 23 愛知県』角川書店、1989年3月8日。ISBN 4-04-001230-5。
- 有限会社平凡社地方資料センター 編『日本歴史地名体系第23巻 愛知県の地名』平凡社、1981年。ISBN 4-582-49023-9。